# Лунный мост

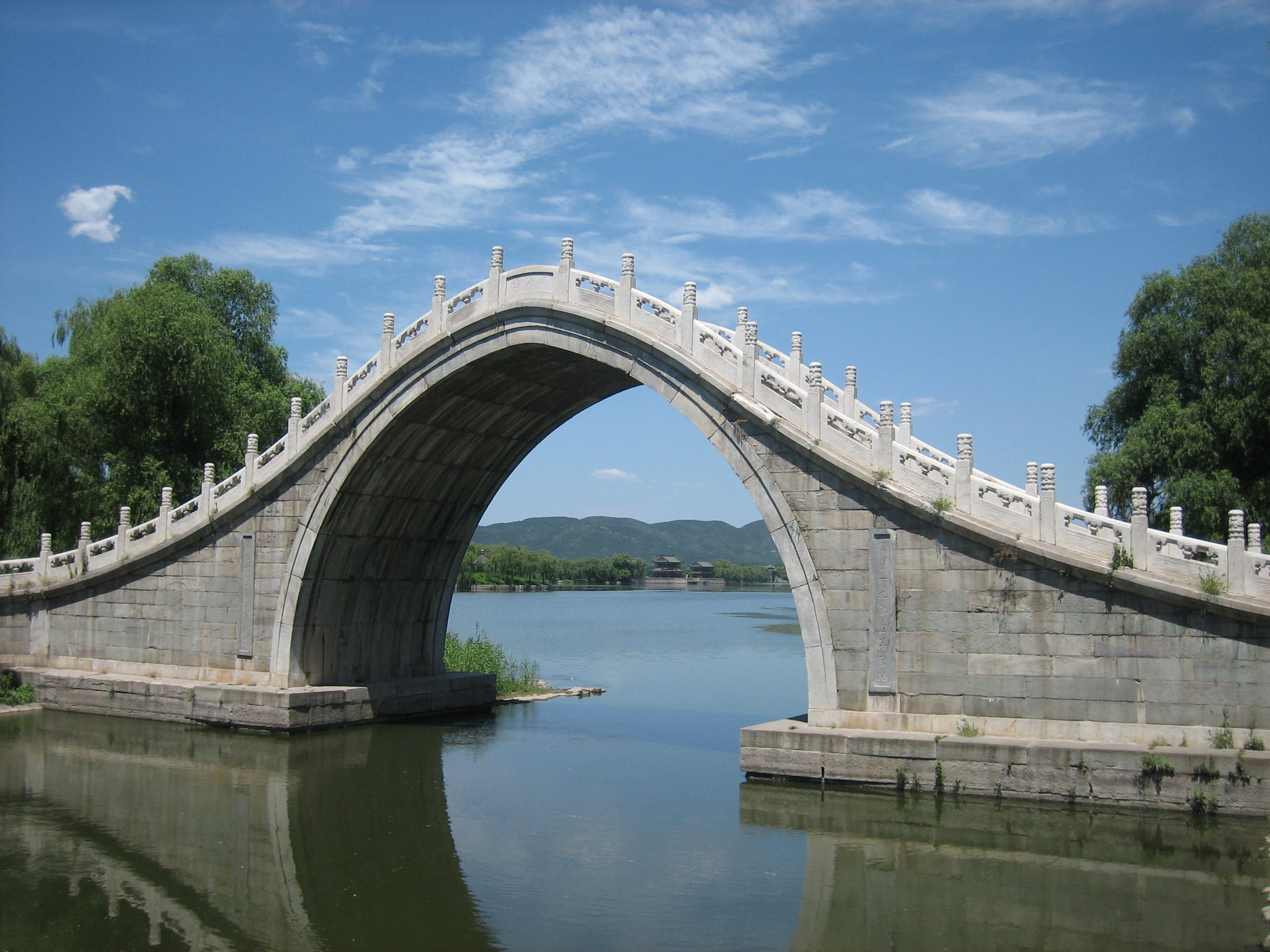
Мост Нефритового Пояса, или Мост Верблюжьего Горба, в Пекине.

Лунный мост — сильно выгнутый в виде полумесяца арочный пешеходный мостик, типичный для садов Китая и Японии. Весьма функционален, так как занимает мало места и не мешает движению по водоёму небольших судов. Снабжён лестницей и перилами.
Классический пример — Мост Нефритового Пояса («Юйдайцяо») у западного берега Куньминского озера в Летнем дворце императора Цяньлуна. Этот каменный мост, сооружённый в 1751—64 гг., устроен таким образом, чтобы пропускать под собой императорскую ладью.
Распространение моды на китайские мостики в садовой архитектуре Европы связано с повальным увлечением шинуазри в XVIII в. Пример — мосты Китайской деревни в Царском Селе.